# Austrolebias elongatus
Austrolebias elongatus är en fiskart som först beskrevs av Steindachner, 1881.  Austrolebias elongatus ingår i släktet Austrolebias och familjen Rivulidae. Inga underarter finns listade.